# وفاء شوقي
وفاء شوقي (20 سبتمبر 1997 -)، ممثلة مصرية درست بأكاديمية الفنون بالمعهد العالي للفنون المسرحية قسم التمثيل والإخراج.

## أعمالها

### من المسلسلات
- 2019: دفعة القاهرة.
- 2022: وسط البلد.
- 2022: سوشيال.
- 2025: العتاولة 2.

## روابط خارجية
- وفاء شوقي على موقع قاعدة بيانات الأفلام العربية